# Гай Ветий Руф
Гай Ветий Руф (на латински: Gaius Vettius Rufus) е политик и сенатор на ранната Римска империя.
През 36 г. Ветий е суфектконсул с колега консула Квинт Плавций на мястото на Секст Папиний Алений. През последния ден на годината суфектконсул става Марк Порций Катон.